# Kelepi Tanginoa

a Compétitions nationales et continentales officielles uniquement.

Kelepi Tanginoa, né le 1er mars 1994 à Auburn (Australie), est un joueur de rugby à XIII australien d'origine tongienne évoluant au poste de deuxième ligne, troisième ligne ou de pilier dans les années 2010 et 2020. Il fait ses débuts professionnels les Eels de Parramatta en 2013 en National Rugby League. Il évolue par la suite à North Queensland et Manly-Warringah entre 2015 et 2019 sans parvenir à s'imposer dans une équipe. Il décide en 2019 à rejoindre avec succès la Super League en rejoignant Wakefield. Bien que le club ne dispute pas les premiers rôles, il est nommé dans l'équipe de la Super League en 2020

## Biographie
Son frère, Saia Tanginoa, est également un joueur de rugby à XIII ayant évolué en France à Avignon.

## Palmarès
- Collectif : 
  - Finaliste de la Super League : 2024 (Hull KR).

- Individuel :
  - Nommé dans l'équipe de la Super League : 2020 (Wakefield).